# Amblygobius sewardii
Amblygobius sewardii là một loài cá biển thuộc chi Amblygobius trong họ Cá bống trắng. Loài này được mô tả lần đầu tiên vào năm 1867.

## Từ nguyên
Từ định danh sewardii được đặt theo tên của George E. Seward, Bác sĩ phẫu thuật tại Cơ quan Chính trị Zanzibar (Zanzibar cũng nơi mà mẫu định danh của loài cá này được thu thập).

## Phân bố
A. sewardii ban đầu được biết đến ở ngoài khơi đảo Zanzibar (Tanzania), sau đó được ghi nhận thêm tại Mozambique và Ai Cập.